# Juan de Esquivel

Juan de Esquivel

Juan de Esquivel (* 1480 in Sevilla; † 1513 in Jamaika) war ein spanischer Konquistador. Er nahm die Insel Jamaica für die Krone von Kastilien in Besitz und war der erste Gouverneur der Insel.

## Biografie
Juan de Esquivel wurde im Jahr 1480 in Sevilla geboren. Im Alter von 13 Jahren begleitete er Christoph Kolumbus auf seiner zweiten Reise auf den amerikanischen Kontinent. Am 28. November 1493 erreichten sie die Insel Hispaniola, wo Juan de Esquivel an der Eroberung der Insel, und der Unterwerfung des Stammes der Taíno teilnahm. Dort verblieb er einige Zeit.
Als im Jahr 1502 Nicolás de Ovando zum Gouverneur von Hispaniola ernannt wurde, stieg Juan de Esquivel zu dessen Stellvertreter auf. Zwei Jahre darauf wurde er an der Spitze von 400 Soldaten in die Provinz von Higüey, die unter der Leitung des Taíno-Häuptlings Cotubanamá stand, geschickt. Sie unterwarfen die Indianer und vertrieben diese in die Berge. Esquivel gründete in der Region die Stadt Higüey, die heutige Hauptstadt der Provinz La Altagracia in der Dominikanischen Republik.
1509 nahm Juan de Esquivel mit 70 Soldaten die Insel Jamaika in den Besitz der Krone von Kastilien. Noch im selben Jahr gründete er eine Kolonie an der Nordküste der Insel, wo Christoph Kolumbus im Jahr 1503 Schiffbruch erlitten hatte. Die Siedlung nannte er Sevilla la Nueva nach seiner Geburtsstadt in Spanien. Es war die erste Stadtgründung für die Krone von Kastilien auf der Insel und die dritte in der Neuen Welt. Die Stadt trägt heute den Namen Saint Ann’s Bay. Juan de Esquivel wurde zum ersten Gouverneur von Jamaika ernannt und führte Rinder, Schweine, Pferde und Zuckerrohr auf der Insel ein. Er ließ auch die erste Hafen- und Werftanlage auf der Insel erbauen, die sich am Ort der heutigen Stadt Old Harbour Bay befand. Er wurde 1514 nach einer königlichen Residencia wegen Misswirtschaft von seinem Posten entlassen und durch Francisco de Garay ersetzt.
Juan de Esquivel verstarb im Herbst 1513 auf Jamaika.